# Kladivník

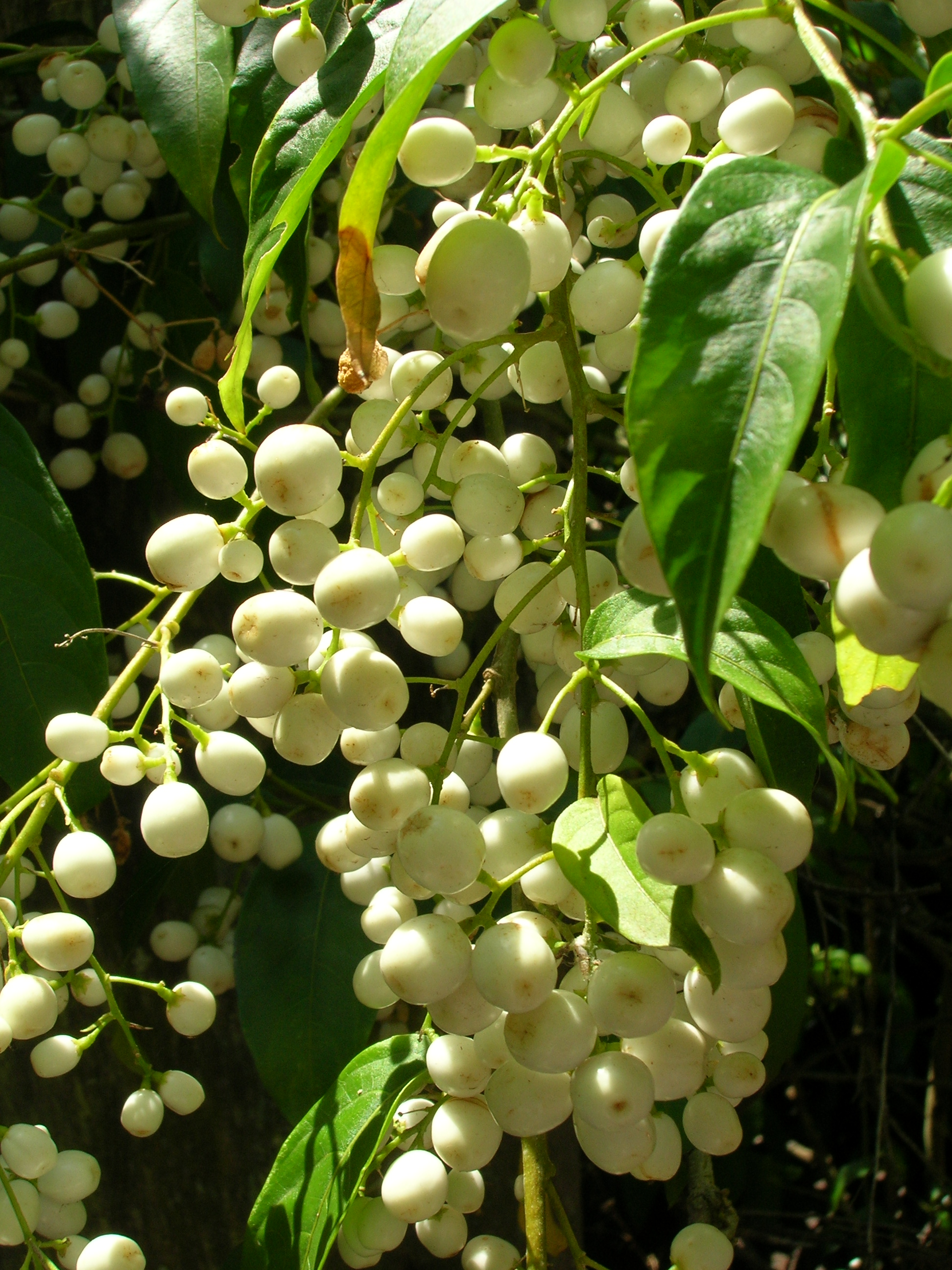
Plodenství kladivníku nočního

Kladivník (Cestrum) je rod rostlin z čeledi lilkovité. Jsou to keře a stromy s jednoduchými střídavými listy a pravidelnými trubkovitými květy. Plodem je bobule. Rod zahrnuje asi 230 druhů a je rozšířen výhradně v tropické a subtropické Americe.
Kladivníky jsou v tropech a subtropech pěstovány jako okrasné dřeviny, vyznačující se pohlednými a u některých druhů i intenzivně vonnými květy. Rostliny obsahují různé alkaloidy a glykosidy a jsou jedovaté. Některé druhy mají význam v domorodé medicíně nebo šamanských rituálech.

## Popis
Kladivníky jsou beztrnné, stálezelené nebo řidčeji opadavé keře a stromy (výjimečně liány) s jednoduchými řapíkatými listy. Listy jsou střídavé, někdy v párech. Odění je složeno z jednoduchých nebo větvených chlupů. Květy jsou vonné, pravidelné, uspořádané nejčastěji ve vrcholových nebo úžlabních vrcholičnatých latách. Kalich je trubkovitý až zvonkovitý, zakončený 4 krátkými laloky, vytrvalý. U některých druhů se kalich za plodu zvětšuje. Koruna je trubkovitá, zakončená 5 krátkými laloky. Tyčinek je 5, jsou přirostlé v korunní trubce a většinou nevyčnívají z květů. Semeník je stopkatý nebo přisedlý, srostlý ze 2 plodolistů. Obsahuje několik až mnoho vajíček. Čnělka je zakončená drobnou bliznou a někdy poněkud vyčnívá z květu. Plodem je nevelká, šťavnatá nebo dužnatá bobule. Semena jsou úzce vejcovitá, s hladkým povrchem.

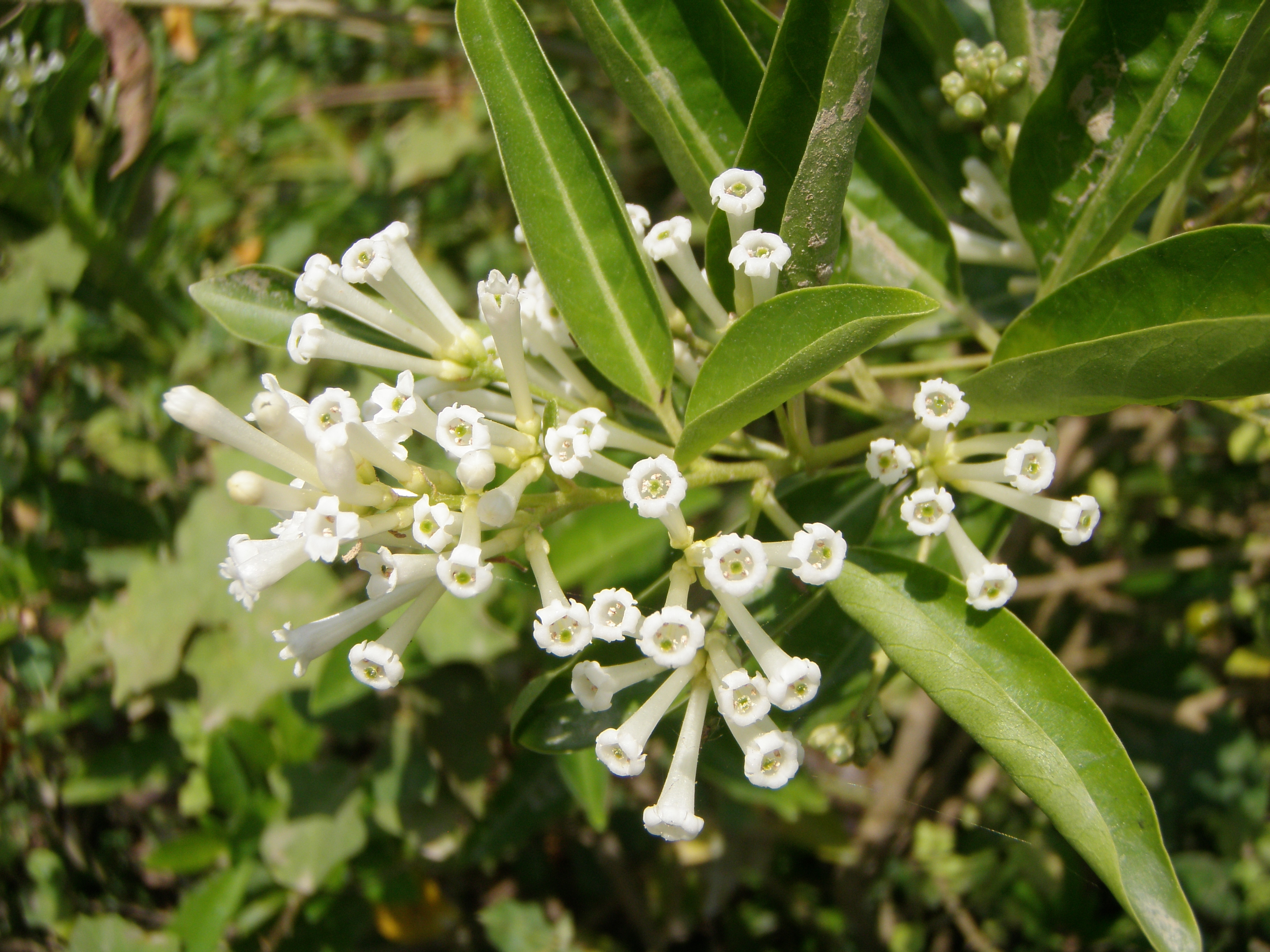
Květenství Cestrum diurnum
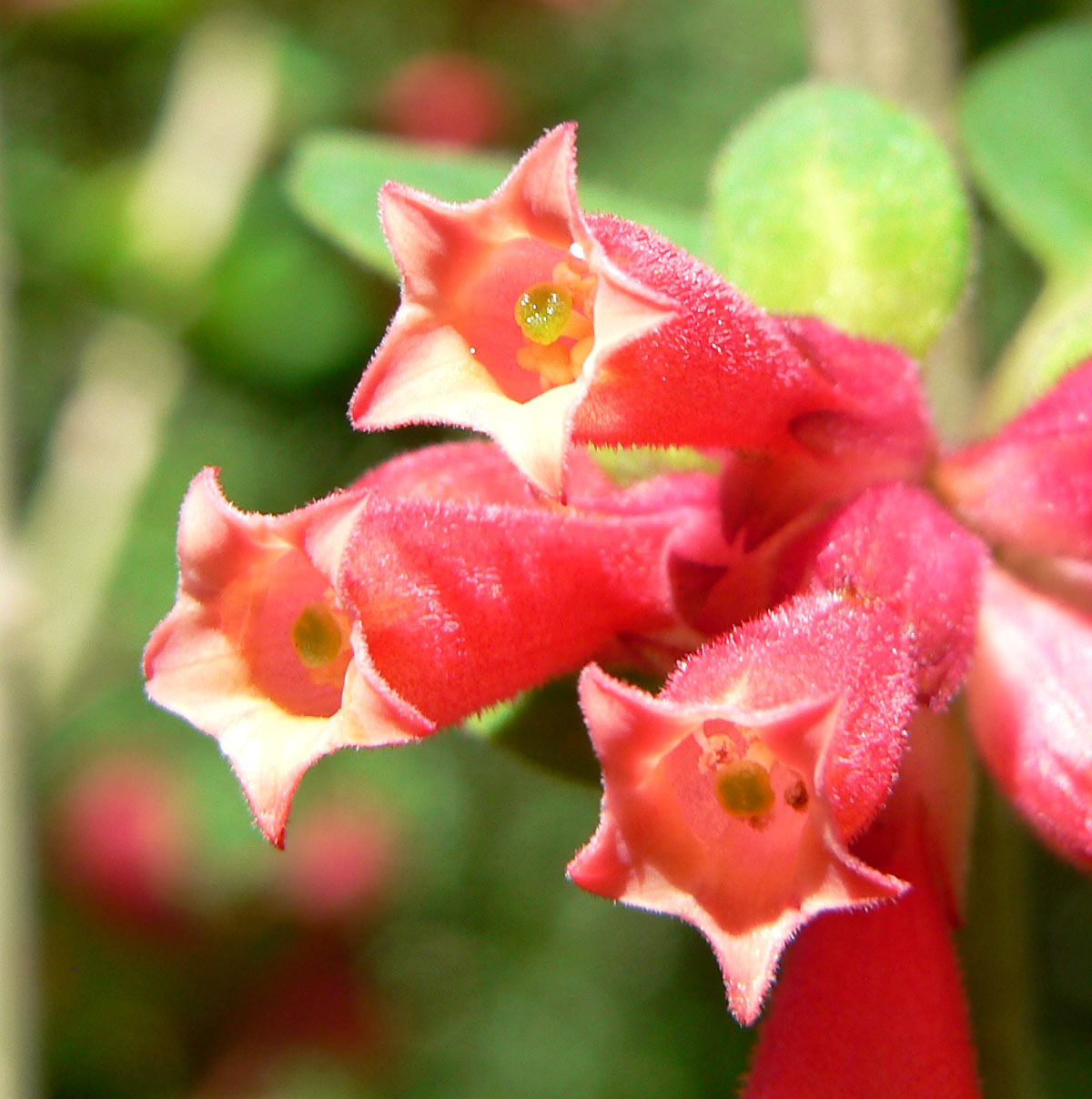
Detail květů Cestrum fasciculatum
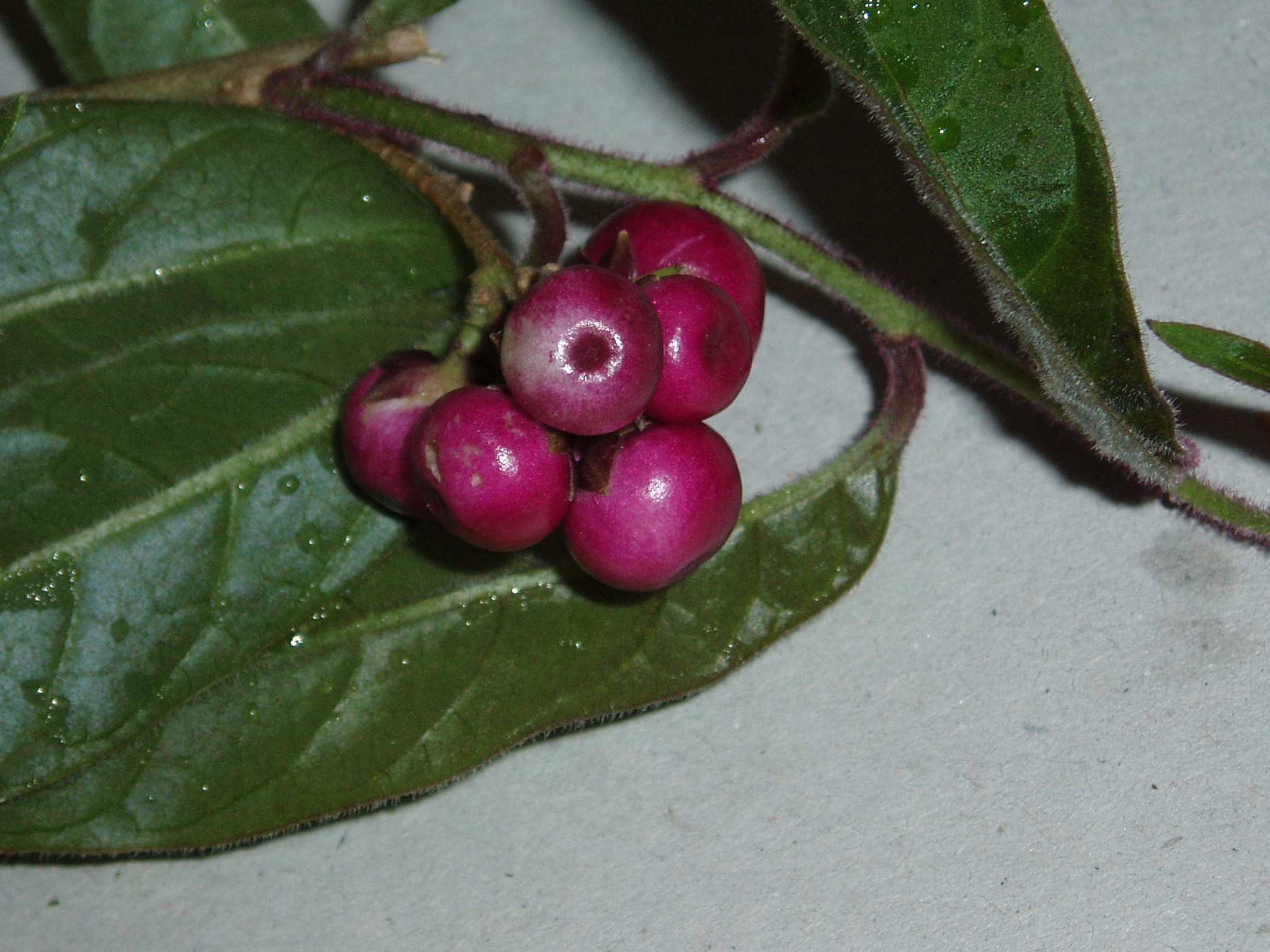
Plody kladivníku nádherného
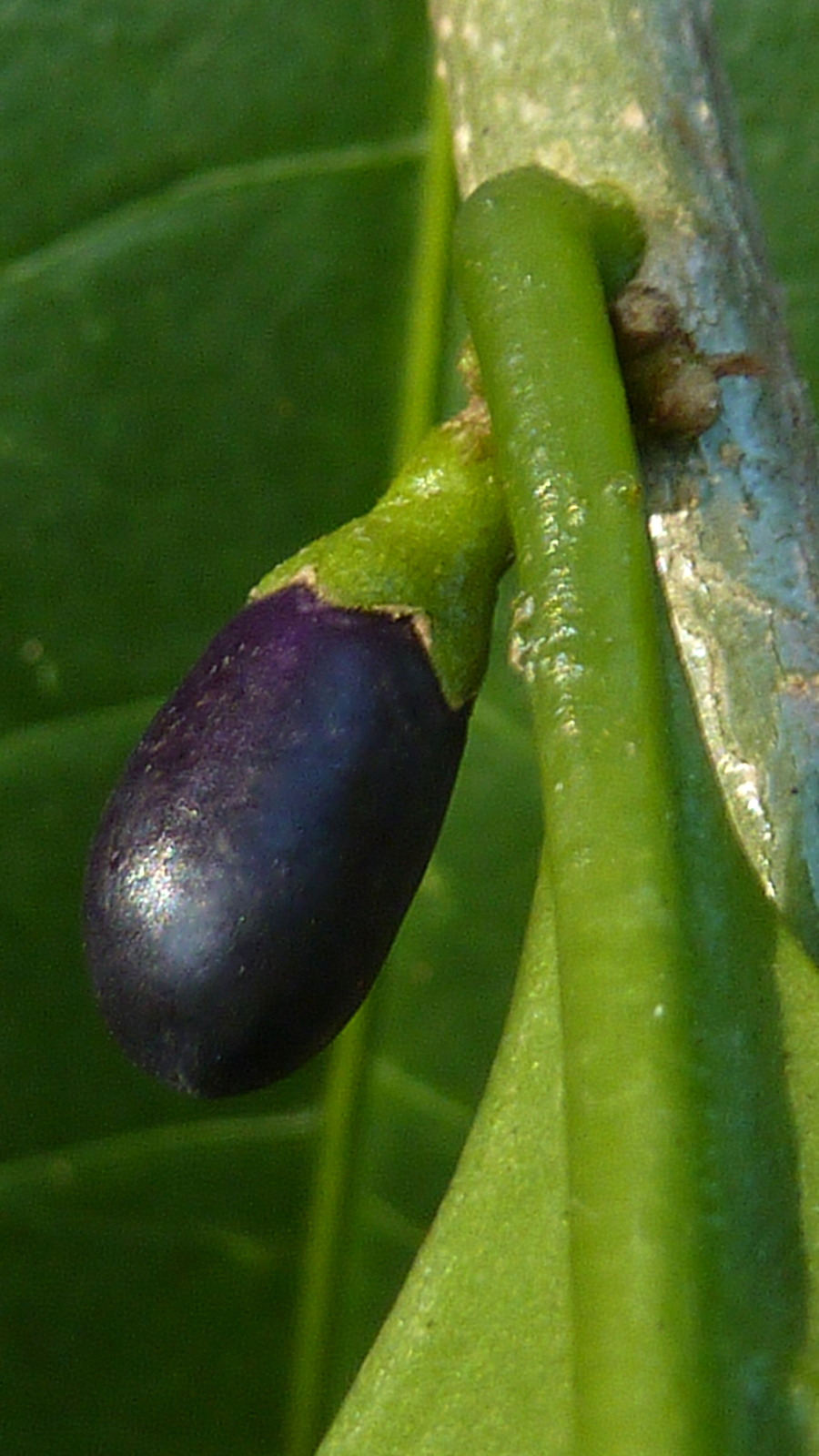
Plod Cestrum coriaceum

## Rozšíření
Rod kladivník zahrnuje asi 230 až 250 druhů, pocházejících z tropické a subtropické Ameriky. Je rozšířen od Mexika přes Střední Ameriku a Karibské ostrovy po jih Jižní Ameriky. Kladivníky jsou rozšířeny zejména v Andách, některé druhy však rostou i v podrostu nížinných tropických deštných lesů a v poříčních lesích nebo i na vrcholech jihoamerických stolových hor.

## Ekologické interakce
Druhy s červenými nebo žlutými květy jsou opylovány kolibříky. Řada druhů má bledé a silně vonné květy, které se rozvíjejí na noc a lákají můry, zejména lišaje. Bobulovité plody jsou šířeny především ptáky, u některých druhů pravděpodobně i netopýry.
Na listech kladivníků se živí housenky řady druhů babočkovitých motýlů (Epityches eupompe, Godyris zavaleta, Greta diaphana, Pseudoscada timna, Mechanitis lysimnia aj.), dále otakárka Protesilaus lysithous, lišajů Hyles euphorbiarum, Manduca afflicta a Manduca diffissa
a různých můr.

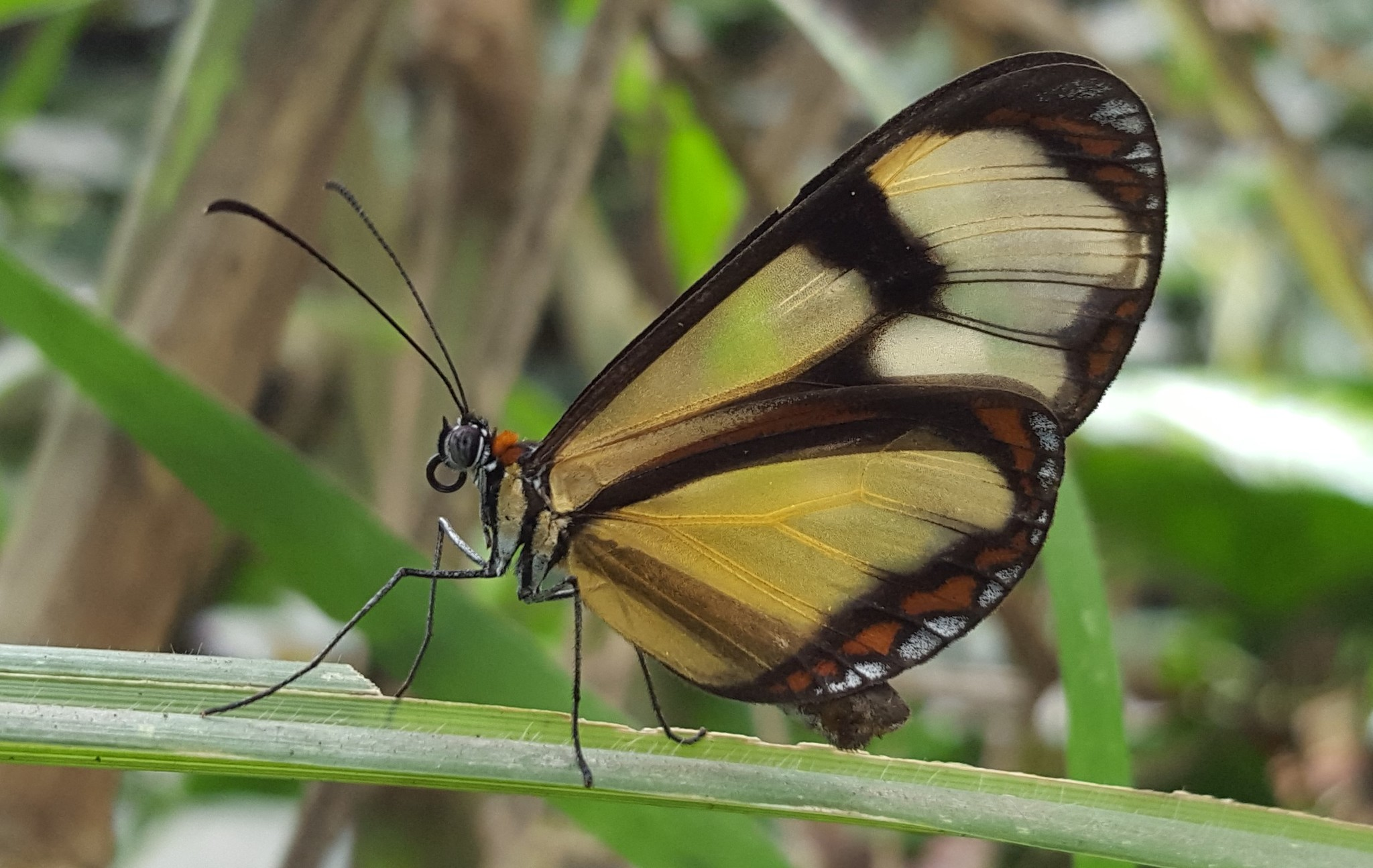
Babočka Epityches eupompe
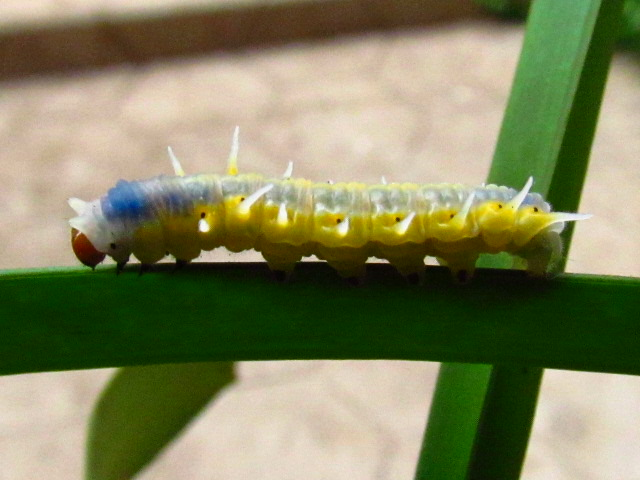
Housenka Mechanitis lysimnia
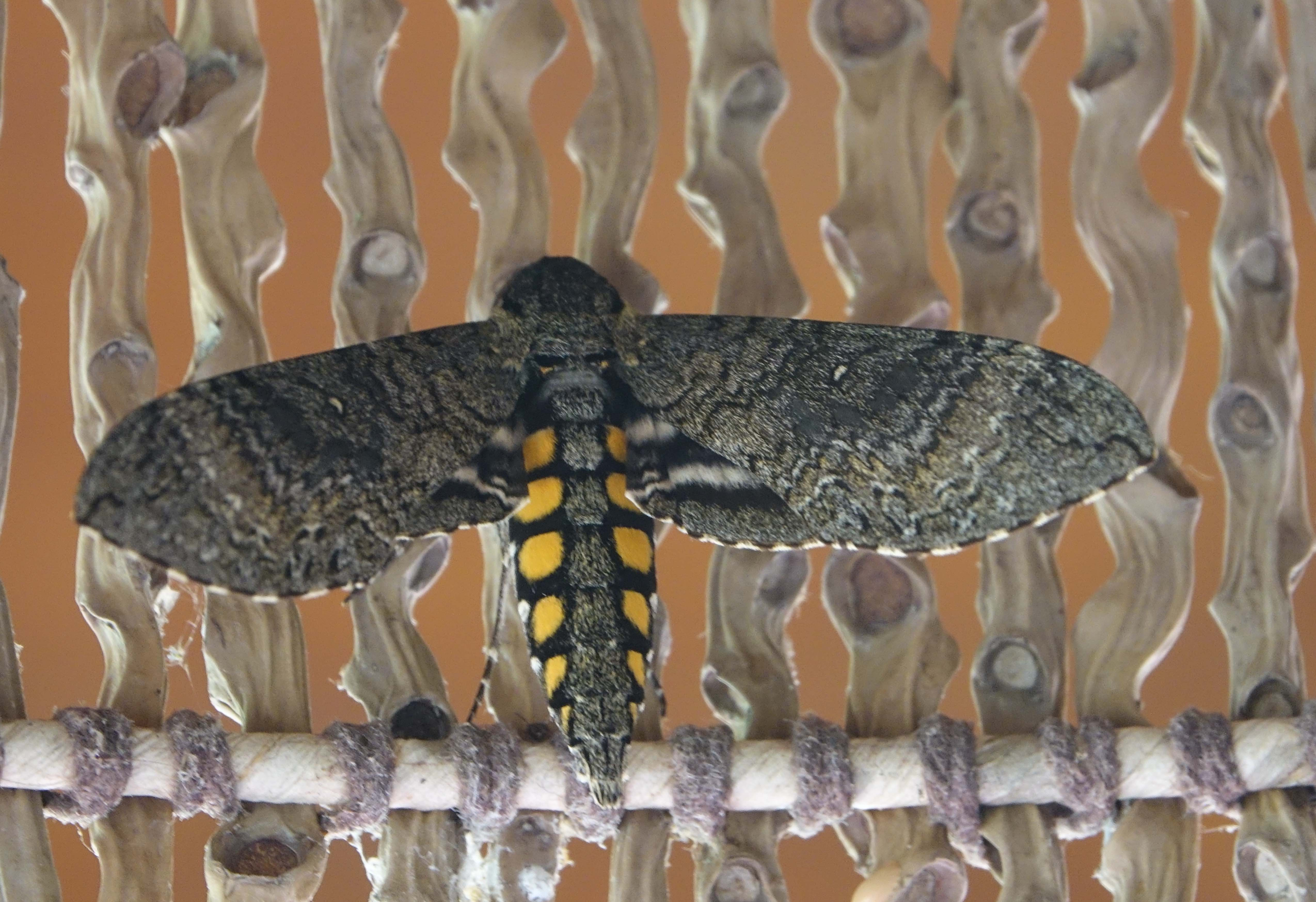
Lišaj Manduca diffissa

## Obsahové látky a jedovatost
Kladivníky jsou podobně jako řada jiných zástupců čeledi lilkovité jedovaté rostliny. Toxické látky jsou obsaženy ve všech částech rostlin, zejména v bobulích. K otravám dochází zejména u pasoucích se zvířat, otravy u lidí nebo domácích mazlíčků jsou zřídkavé. Některé druhy obsahují hepatotoxiny, zejména ze skupiny kaurenových glykosidů (např. karboxyparquin). U postižených zvířat se rozvíjí nekrózy jater s následným selháním orgánu.
Druh Cestrum diurnum obsahuje glykosid 1,25-dihydroxycholecalciferolu, který se v trávicím traktu přeměňuje na aktivní formu vitamínu D3. Nadměrné množství tohoto vitamínu způsobuje ukládání vápníku v tkáních. U pasoucích se zvířat (nejčastěji koní) vede otrava následně ke chronické ztrátě hmotnosti, ztuhlosti a nechuti k pohybu a někdy i k úhynu. Kladivník noční obsahuje alkaloidy příbuzné atropinu, vyznačující se anticholinergickým efektem. Intoxikace se projevuje mj. suchem v ústech, obtížemi s mluvením, zrychleným tepem a retencí moči. V Cestrum parqui byly zjištěny alkaloidy solasonin a solasonidin.
Cestrum purpureum obsahuje alkaloidy soladinin a solasodin.

Strukturní vzorec alkaloidu solasoninu

## Taxonomie
Rod Cestrum je v rámci čeledi Solanaceae řazen do podčeledi Browallioideae a tribu Cestreae. Podle výsledků molekulárních studií jsou nejblíže příbuzné rody Sessea (19 druhů v Jižní Americe) a monotypický chilský rod Vestia. Rod Sessea se odlišuje zejména typem plodů (tobolky). Rod Cestrum je tradičně členěn do dvou sekcí, sekce Cestrum a sekce Habrothamnus. Několik druhů tohoto rodu bylo popsáno ze Starého světa, tyto sem však byly introdukovány z Ameriky.

## Zástupci
- kladivník nádherný (Cestrum elegans)
- kladivník noční (Cestrum nocturnum)[14][15]

## Význam

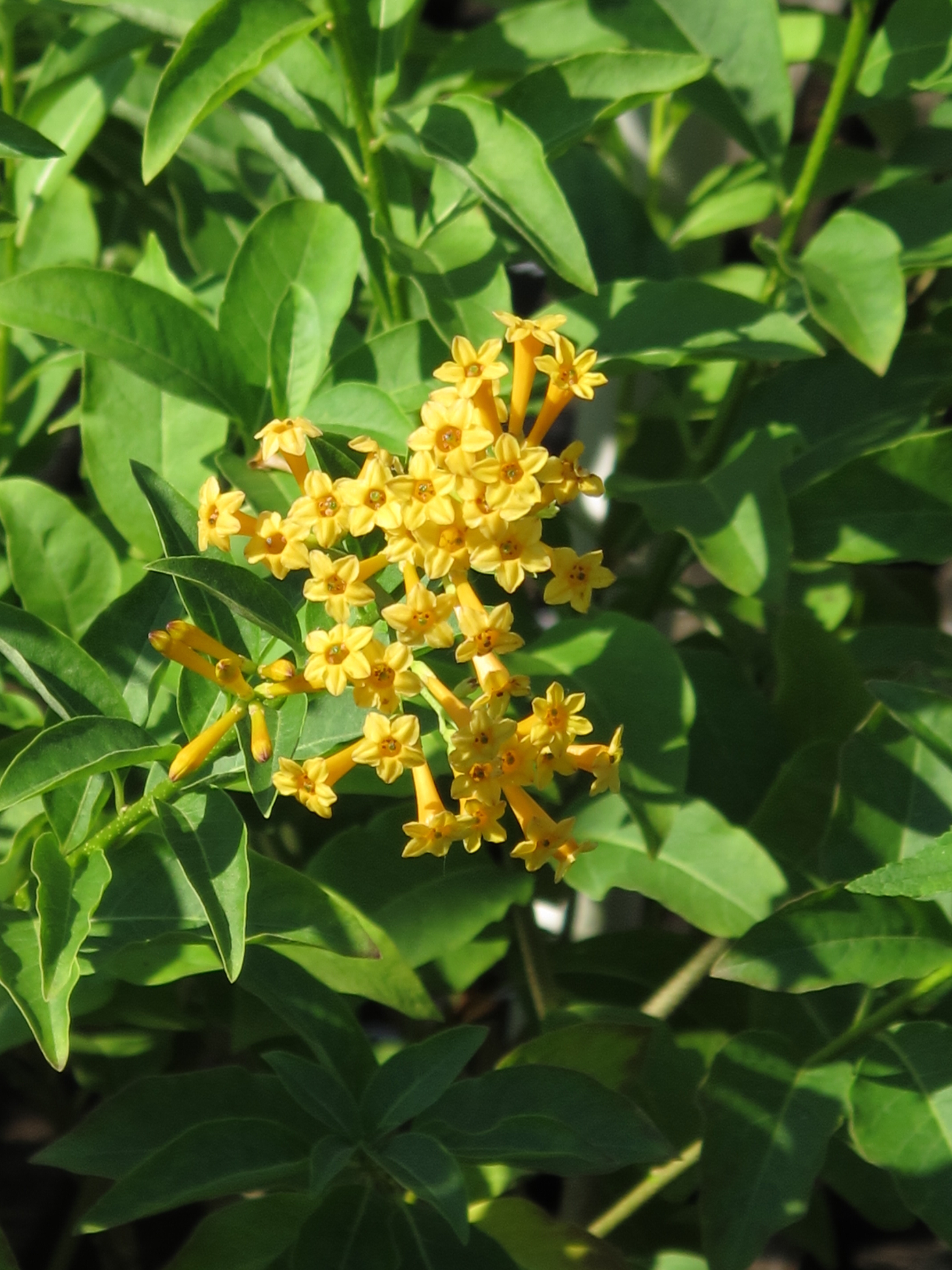
Okrasný kultivar kladivníku 'Orange Peel'

Kladivníky jsou v tropech a subtropech pěstovány jako okrasné rostliny. Mají pohledné a někdy i silně, příjemně vonné květy. Mezi častěji pěstované náleží zejména kladivník nádherný (C. elegans), Cestrum aurantiacum a Cestrum parqui. Vyžadují slunné stanoviště a výživnou, dobře propustnou půdu. V mírném pásu je lze pěstovat jako kbelíkové či pokojové rostliny.
Sušené listy kladivníku Cestrum parqui jsou v jižním Chile tradičně kouřeny Mapuči v šamanských rituálech na ochranu proti čarodějnictví a černé magii. Některé druhy mají význam v domorodé medicíně.